# 王天宇 (1966年)
王天宇（1966年3月—），男，汉族，河南郸城人，中国共产党党员，曾任郑州银行董事长、第十三届全国人民代表大会河南省代表。

## 生平
毕业于郸城一高和河南财经学院，取得江西财经大学金融学硕士，新加坡国立大学工商管理硕士和清华大学五道口金融学院EMBA。2005年9月任郑州市商业银行行长。2011年3月任郑州银行董事长、党委书记。2023年3月辞职。
2018年，王天宇被选为河南省出席第十三届全国人民代表大会代表。